# Kroměříž-Oskol (železniční zastávka)
Kroměříž-Oskol je železniční zastávka ve východní části města Kroměříž na trati číslo 305 Kroměříž – Zborovice v km 1,617. Na této trati je realizována i příměstská osobní doprava na zastávkách Kroměříž (344754), Kroměříž-Oskol (339440) a Kotojedy (345058). V Kroměříži spoje navazují na trať číslo 303 Kojetín – Valašské Meziříčí.

## Historie
Stavba byla realizována ve velmi krátkém termínu od 3. listopadu do 12. prosince 2008. Do provozu byla předána 14. 12. 2008. Zastávka je postavena podle nejnovějších požadavků na železniční stavby. Nová zastávka se nachází na drážním pozemku, má nástupiště dlouhé 60 m a široké tři metry s nástupní hranou nad temenem kolejnice 550 mm. Je vybavena přístřeškem s nezbytnými informacemi ČD pro cestující i o aktivitách města. Celé nástupiště je osvětlené a bezbariérové řešení umožňuje přístup i osobám se sníženou schopností pohybu a orientace. Součástí stavby byla i úprava přejezdových zabezpečovacích zařízení v km 1,585 a 2,606. Všechny vlaky zde zastavují na znamení. To znamená, že cestující na zastávce nebo ve vlaku musí na svůj úmysl nastoupit nebo vystoupit včas upozornit (ve vlaku obvykle stisknutím příslušného tlačítka, na zastávce pozvednutím ruky a viditelném postavení na nástupišti).
Slavnostní otevření zastávky Kroměříž – Oskol proběhlo dne 19. 12. 2008. Na zastávku finančně přispěly Kroměříž, Zdounky a Zborovice částkou 560 000 Kč, zbytek ceny ve výši 4 540 000 Kč se čerpal ze Státního fondu dopravní infrastruktury.

## Dostupnost
Zastávka je umístěna nedaleko nákupní zóny s obchodním domem Kaufland, vzdálená asi 600 metrů od biocentra Hráza (Hrubý rybník u Kroměříže, jako bývalé štěrkoviště často nazývaný také Bagrák) a od Letiště Kroměříž. Je také nejbližší výstupní železniční stanicí k fotbalovému Stadionu Jožky Silného kroměřížské Hanácké Slavie.